# Siedlec (powiat bocheński)
Siedlec – wieś w Polsce położona w województwie małopolskim, w powiecie bocheńskim, w gminie Bochnia.
W latach 1975–1998 miejscowość należała administracyjnie do województwa tarnowskiego.
Przy Domu Kultury w Siedlcu działa Zespół Pieśni i Tańca "Siedlecanie" założony w 1948 roku.

## Położenie
Miejscowość znajduje się na prawym brzegu Raby. Teren ten pod względem geograficznym należy do Pogórza Wiśnickiego. Przez Siedlec przebiega droga krajowa nr 94.

## Integralne części wsi
| SIMC    | Nazwa         | Rodzaj     |
| ------- | ------------- | ---------- |
| 0999831 | Bychórz       | przysiółek |
| 0999848 | Czernychowiec | przysiółek |
| 0999890 | Górny Siedlec | przysiółek |
| 0999972 | Laszczaki     | przysiółek |
| 0812904 | Lisica        | część wsi  |
| 0812910 | Mirów         | część wsi  |
| 0812927 | Niwa          | część wsi  |
| 0812933 | Sitnik        | część wsi  |